# Joseph Mohsen Béchara
Joseph Mohsen Béchara (* 19. März 1935 in Arbet Kozhaya, Libanon; † 9. Juni 2020) war ein libanesischer Geistlicher und maronitischer Erzbischof von Antelien.

## Leben
Joseph Mohsen Béchara empfing nach seiner theologischen Ausbildung am 19. April 1963 das Sakrament der Priesterweihe. 
Am 4. April 1986 wurde er von Papst Johannes Paul II. zum Erzbischof der Erzeparchie Zypern ernannt und war damit Oberhaupt der maronitischen Erzdiözese mit Sitz in Nikosia. Die Bischofsweihe spendete ihm der maronitische Patriarch von Antiochia, Nasrallah Boutros Sfeir, am 18. Mai desselben Jahres; Mitkonsekratoren waren der Bischof von Jounieh, Chucrallah Harb, und der Weihbischof in Antiochia, Roland Aboujaoudé. 
Am 11. Juni 1988 wurde er zum ersten Erzbischof der mit gleichem Datum errichteten Erzeparchie Antelien bei Beirut ernannt. Am 16. Juni 2012 nahm Papst Benedikt XVI. sein altersbedingtes Rücktrittsgesuch an. 
Joseph Mohsen Béchara hatte als Leiter der Qurnat-Schahwan-Sammlung, einem politischen Zusammenschluss im Libanon, dem Politiker, Intellektuelle und Geschäftsleute angehören, eine wesentliche Rolle gespielt. Er starb im Alter von 85 Jahren an den Folgen eines Sturzes.